# 罗伯·明可夫
罗伯特·拉爾夫·「羅伯」·明可夫 (英語：Robert Ralph "Rob" Minkoff，1962年8月11日—）是一名美国动画师、电影导演和编剧，主要作品有《狮子王》、《精靈鼠小弟》和《功夫之王》。

## 生平
明可夫生于加州帕羅奧圖，1980年代初期在加州艺术学院学习动画，后来进入迪斯尼动画公司效力。

## 个人生活
2007年9月29日，他与孔令華（Crystal Kung）结婚，两人之間育有一子一女。孔令華是孔子第76代後裔，她在2021年出演真人實境秀節目《比佛利嬌妻》。

## 电影作品
- Roller Coaster Rabbit（1990年）
- 狮子王/The Lion King（1994年）
- 精靈鼠小弟/Stuart Little（1999年）
- 精靈鼠小弟2/Stuart Little 2（2002年）
- 鬼屋/ The Haunted Mansion（2003年）
- 功夫之王/The Forbidden Kingdom（2008年）
- Flypaper（2011年）
- 眼镜狗和眼镜男孩/Mr. Peabody & Sherman（2014年）[6][7]
- 猫狗武林/Paws of Fury: The Legend of Hank（2022年）